# Mortierella hyalina
Mortierella hyalina är en svampart. Mortierella hyalina ingår i släktet Mortierella och familjen Mortierellaceae.

## Underarter
Arten delas in i följande underarter:
- subtilissima
- hyalina